# 南國再見，南國
《南國再見，南國》是台灣導演侯孝賢於1996年執導的電影，獲選為第49屆坎城影展正式競賽片。

## 故事
三十多歲的流氓小高是幫會的賭場經理，未來想開間餐廳，他顧家、講情義、有理想，是屬於新社會的舊人物，他身邊小跟班則屬於躁動的新一代。這樣的小高掙扎在混亂的人際關係中間，奔波於幫派、老家、跟瑣事裏。小高這個老是爲別人所牽絆的男子，最終事業無成，婚姻無望。
影片圍繞著幾個小人物發生的一連串事件，用細末的事件和生活瑣碎，瞭解邊緣的眼光、切膚的感受。

## 演员
| 演员   | 角色   | 备注                 |
| 高捷   | 高國興 | 阿扁老大             |
| 徐貴櫻 | 阿瑛   | 小高女友             |
| 林強   | 阿扁   | 小高手下，親信       |
| 伊能靜 | 小麻花 | 扁頭女友             |
| 喜翔   | 喜哥   | 小高老大             |
| 連碧東 | 阿東   | 喜哥手下             |
| 李魁   | 徐哥   | 喜哥小高瀋陽投資商人 |
| 雷鳴   | 高伯   | 高國興父             |
| 李明朗 | 明朗   | 刑警，扁頭堂兄       |
| 李天祿 |        | 豬舍主               |
| 蔡正泰 | 泰哥   |                      |

## 獎項
| 獎項           | 獎項         | 受獎者                        | 階段／結果 |
| -------------- | ------------ | ----------------------------- | ---------- |
| 第49屆坎城影展 | 金棕櫚獎     | 《南國再見，南國》 台灣、日本 | 提名       |
| 第33屆金馬獎   | 最佳電影歌曲 | 林強                          | 獲獎       |

## 外部連結
- 互联网电影数据库（IMDb）上《南國再見，南國》的资料（英文）
- YouTube上的林強-南國再見